# Kamerberg (Adelsgeschlecht)

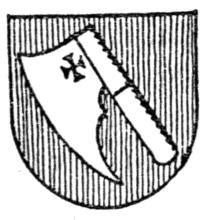
Wappen derer von Kamerberg bei Arthur Charles Fox-Davies (uncoloriert)

Die Herren von Kamerberg, (auch: Cammerberg, Chamerberg) waren ein altbayerisches Turnieradelsgeschlecht. Sie stammten von den Herren von Kamer ab und waren in diesem Sinne auch eines Stammes mit den Herren von Massenhausen, von Hilgertshausen und von Parteneck. Ihr Stammort Kammerberg ist heute Gemeindeteil von Fahrenzhausen. Das Geschlecht ist wohl Anfang des 16. Jahrhunderts erloschen.

## Geschichte
Das Geschlecht ist erstmals belegt im Jahr 1018, als einer von Kamerberg auf dem achten Turnier zu Augsburg anwesend war. In den nächsten Jahrhunderten gibt es noch mehrere Nachrichten über verschiedene Herren von Kamerberg auf Ritterturnieren.
1275 bezeugte Arnold von Kamerberg und sein Bruder Ulrich eine Schenkung des Ulrichs von Hilgertshausen an das Kloster Indersdorf. Im gleichen Kloster gibt es einen Grabstein, der an einen Ulrich von Kamerberg und seine Frau Agnes Pruckberger erinnert, und noch mehrere in Gedenken der Herren von Kamerberg.
Johann von Kamerberg war 1353 Richter in München und 1359 ebenda Kastner des Markgrafen Ludwig von Brandenburg.
Degenhardt von Kamerberg war im Jahr 1371 Pfleger und Richter zu Mainburg.
Am 5. Juni 1416 gehörte Wilhelm von Kamerberg mit seinem entfernten Verwandten Matthes Cammer zu den 26 Edelleuten einen Adelsbund schlossen, das sogenannte dritte bayersche Bündnis.
Nachdem der letzte Spross ihrer entfernten Verwandten von Hilgertshausen verstorben war, gab Herzog Georg von Landshut das Schloss Hilgertshausen denen von Kamerberg im Jahr 1496 zum Lehen. Im Jahr 1503 verkauften sie es allerdings wieder und zwar den Löschs von Hilgertshausen.
Christoph, der Sohn Heinrichs von Kamerberg verkaufte im Jahr 1517 die zuvor im Jahr 1456 von seinem Vater erworbene Hofmark Hilgertshausen auch den Löschs. Christoph starb jahresdrauf (1518) unverheiratet als letzter seines Familienstammes.

## Wappen
Im Wappen führten die von Kamerberg eine silberne Parte im roten Feld, wie die verschiedenen Heraldiker übereinstimmend behaupteten.